# Disney's Pop Century Resort
Disney's Pop Century Resort is een hotel in het Walt Disney World Resort in Orlando, Florida, dat wordt beheerd door de Walt Disney Company. Met de opening van dit hotel op 14 december 2003 was dit het vierde en tot nu toe laatste 'Value'-resort binnen het gehele resort. Disney's Pop Century Resort is een van de meest bezochte hotels binnen Walt Disney World. Met 2880 kamers is Disney's Pop Century Resort het grootste hotel in de omgeving van Orlando.

## Gebouwen
Disney' Pop Century Resort ligt in het zuiden van het Walt Disney World Resort. Het ligt vlak bij Disney's Wide World of Sports Complex. Transport van en naar de parken gebeurt middels speciale bussen.

### Algemene opbouw
Het hotel is opgebouwd uit vijf verschillende secties, elk met een eigen thema, gebaseerd op verschillende decennia uit de tweede helft van de 20e eeuw, en met name de ontwikkeling van de Amerikaanse popcultuur hiervan. Elke sectie kent vervolgens weer twee vleugels met kamers. De decennia 1950, '60, '70, '80 en '90 zijn te vinden in het resort. Deze thema's zijn duidelijk in elke sectie te herkennen door de kolossale objecten van elementen uit het betreffende decennium. Zo staat er bijvoorbeeld een enorme Mickey-telefoon die populair was in de jaren zeventig in het 70-gedeelte, en zijn er in het jaren 50-gedeelte enkele dansende figuren te zien, en een enorme jukebox. Deze stijl van enorme figuren en objecten is karakteristiek voor de Disney 'Value'-resorts. Elk gebouw is beschilderd met een felle, heldere kleur, die past bij het thema. Ook zijn naast de enorme beelden ook overal op de gebouwen kreten, slogans en figuren te vinden.

### Hoofdgebouw
Het hoofdgebouw van het hotel is de Classic Hall. Het is gedecoreerd in een neutrale stijl die de tweede helft van de 20e weerspiegelt, en hangt een wand vol met schilderijen uit bepaalde decennia uit deze eeuw.

### Uitbreiding: terug in de tijd
Plannen om een tweede sectie van het resort te maken, bestaande uit 2880 kamers met thema Legendary Years, zijn niet uitgevoerd. De bouw van dit deel is gelijktijdig gestart met het in 2003 opgeleverde deel, maar de bouw is gestaakt na de dip in toerisme na de aanslagen op 11 september 2001. Inmiddels is het op het voor de Legendary Years beoogde terrein Disney's Art of Animation Resort gebouwd.

## Faciliteiten
Het hotel kent drie zwembaden:
- Bowling Pool - Dit is een zwembad in de vorm van een grote bowling-kegel. Rondom het zwembad zijn jaren 50-elementen te vinden.
- Computer Pool Een zwembad in de vorm van de monitor van een computer. Dit weerspiegelt de uitvinding van de computer.
- Hippy Dippy Pool - Een zwembad gedecoreerd met bloemen en fleurige details, die de hippietijd moet weerspiegelen.

Er is een restaurant, bar en een souvenirwinkel. Verder zijn er kinderspeelplaatsen, een hardloopparcours en een zaal met computerspelautomaten.